# Yigoga pretiosa
Yigoga pretiosa är en fjärilsart som beskrevs av Caradja 1931. Yigoga pretiosa ingår i släktet Yigoga och familjen nattflyn. Inga underarter finns listade i Catalogue of Life.